# Aşiyan (Funicularul Istanbul)
Stația de funicular Așiyan face parte din rețeaua de funiculare din Istanbul, fiind situată pe linia F4 (Rumeli Hisarüstü - Așiyan). Aceasta a fost inaugurată și a intrat în funcțiune la data de 28 octombrie 2022.. 
Stația este situată în cartierul Rumelihisarı Mahallesi, Așiyan, din Sarıyer, și conectează districtul Așiyan cu districtul Rumeli Hisarüstü.
În plus, stația include un debarcader la Așiyan, oferind conexiuni maritime către Küçüksu, Anadoluhisarı și Üsküdar. Debarcaderul a fost proiectat, construit și inaugurat în aceeași zi cu stația de funicular.. Scopul este să creeze o nouă rută de traversare a Bosforului prin asigurarea unei conexiuni la „Linia de funicular Altunizade - Çengelköy”, care este planificată să fie construită în Çengelköy pe partea anatoliană  .

## Linii
- (Rumeli Hisarüstü - Așiyan)

## Servicii

### structura statiei
| Z. | ↓↓ Intrare/Ieșire ↓↓ </br> (unu) |                  |           |  |
| B1 | Pasaj subteran →                 | Sala de bilete → | Platforme |  |

### Structura platformei
※ De fapt, nu există un număr de platformă.
| ↓ Boğaziçi Univ. /Hisarüstü ↑ </br> 1 ← \| ← 2 |               |        |                                         |
| 1                                              | direcția sud  | </img> | a ieși                                  |
| 2                                              | direcția nord | </img> | Pentru Universitatea Boğaziçi/Hisarüstü |

### Traseu
| Municipiul Metropolitan din Istanbul           | Municipiul Metropolitan din Istanbul | Municipiul Metropolitan din Istanbul | Municipiul Metropolitan din Istanbul |
| Metrou Istanbul                                | Metrou Istanbul                      | Metrou Istanbul                      | Metrou Istanbul                      |
| Stația anterioară                              | Funicular din Istanbul               | Urmatoarea statie                    | Frecvența călătoriei                 |
| ---------------------------------------------- | ------------------------------------ | ------------------------------------ | ------------------------------------ |
| Universitatea Boğaziçi/Hisarüstü </br> Început | </img> (Rumeli Hisarüstü - Așiyan)   | finalizarea                          | –                                    |

## zona de mediu
- Cimitirul Așiyan

## Imagini

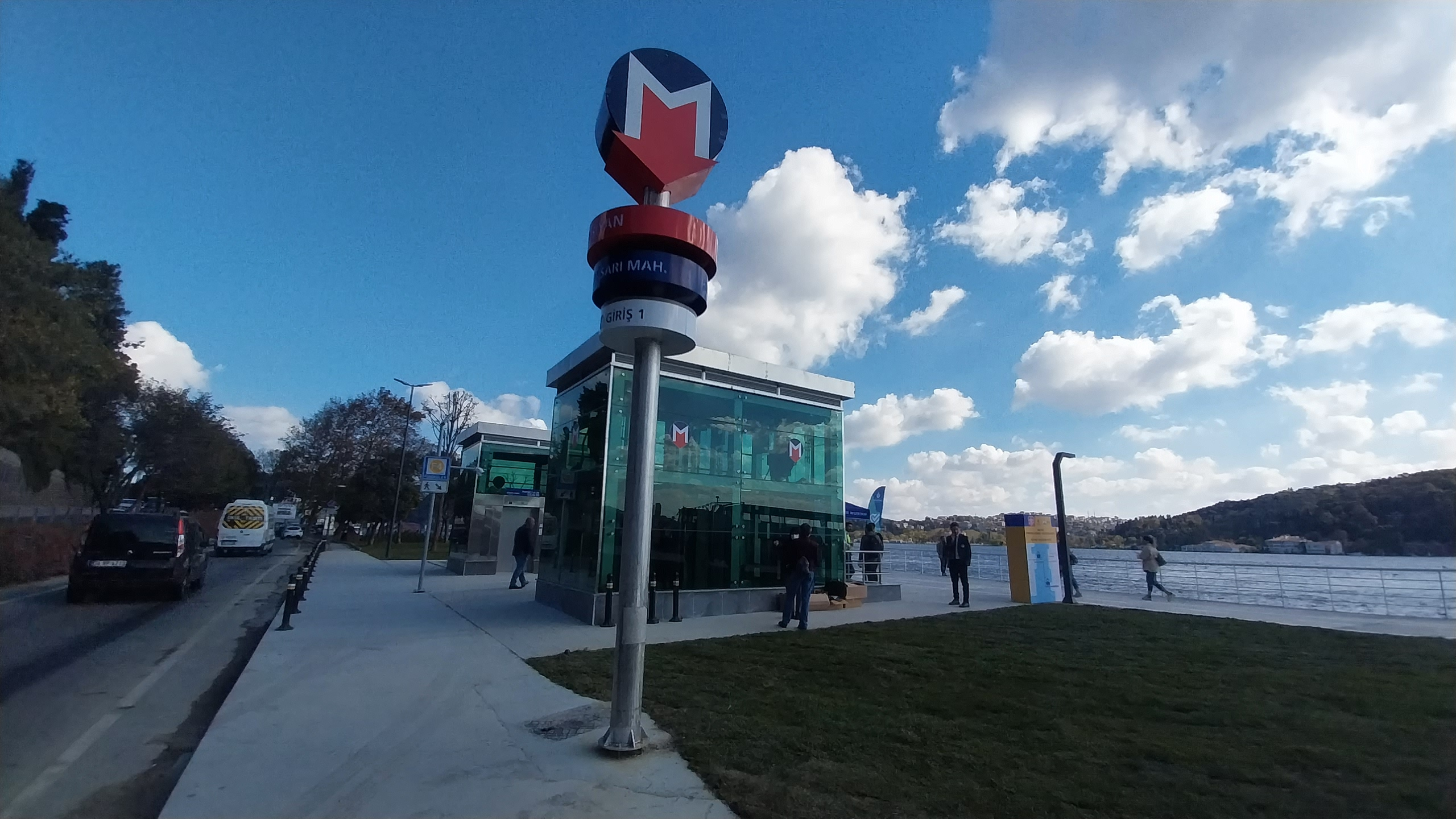
Intrare
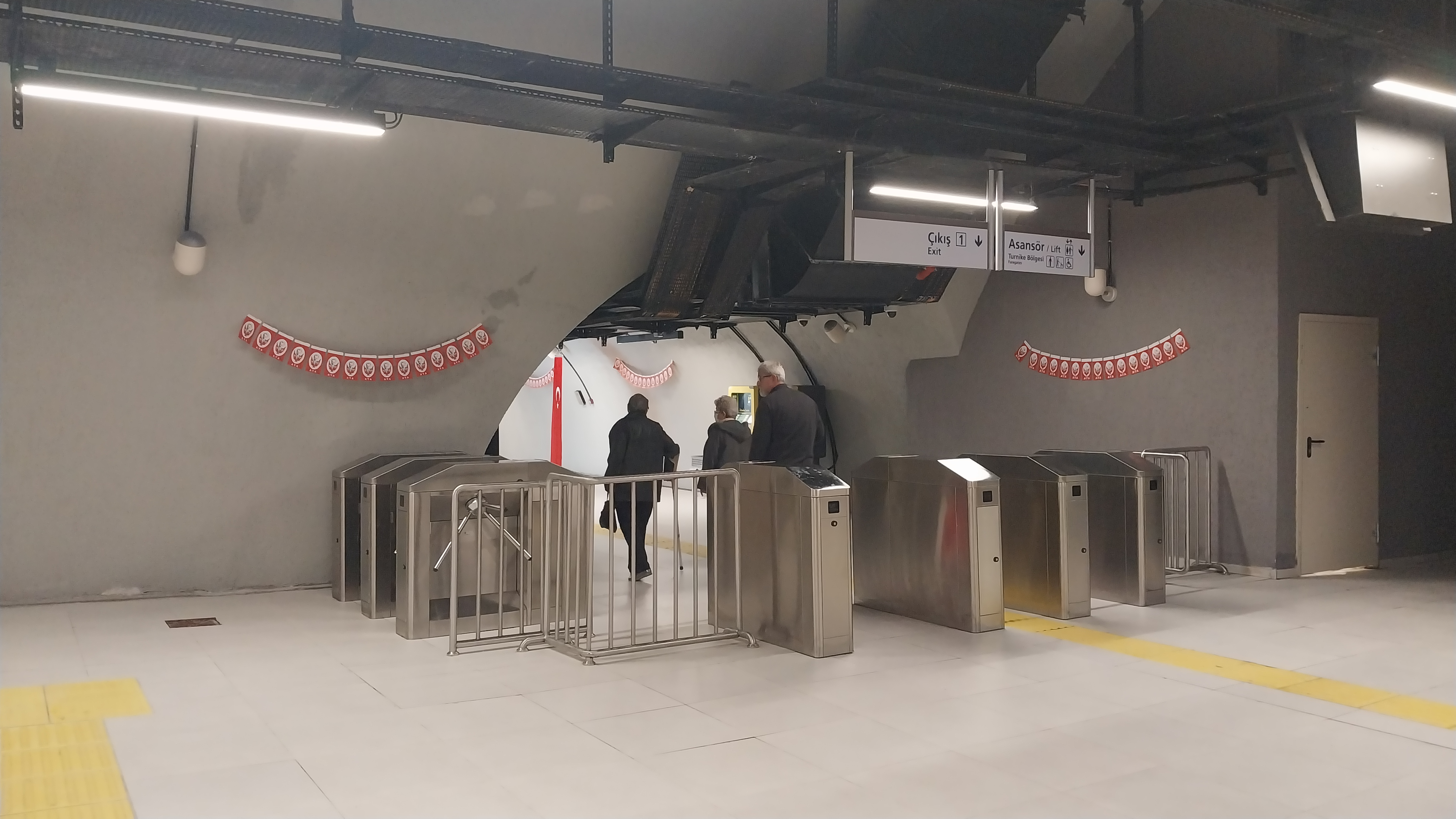
Scanare bilet
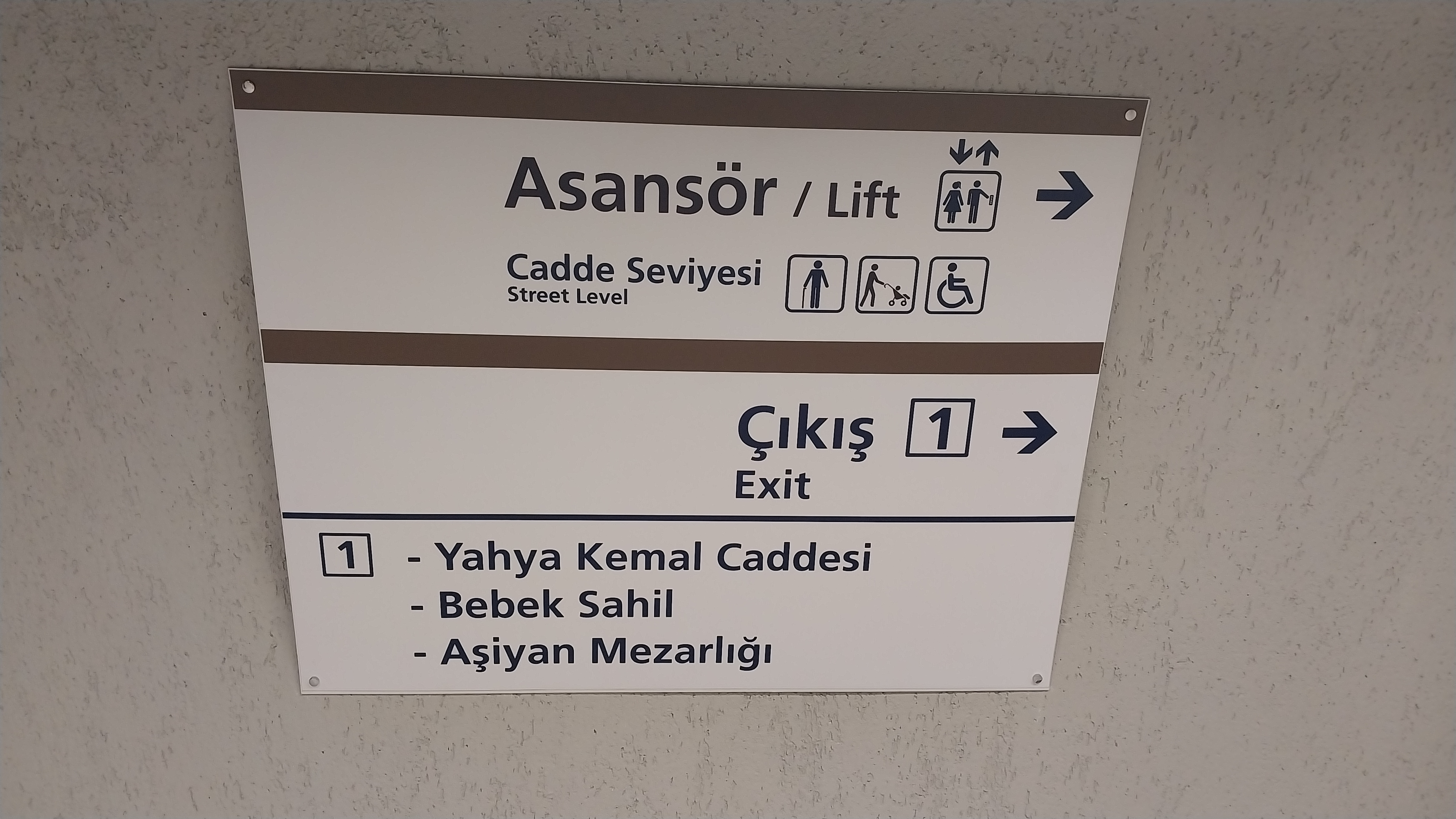
Ieșiri
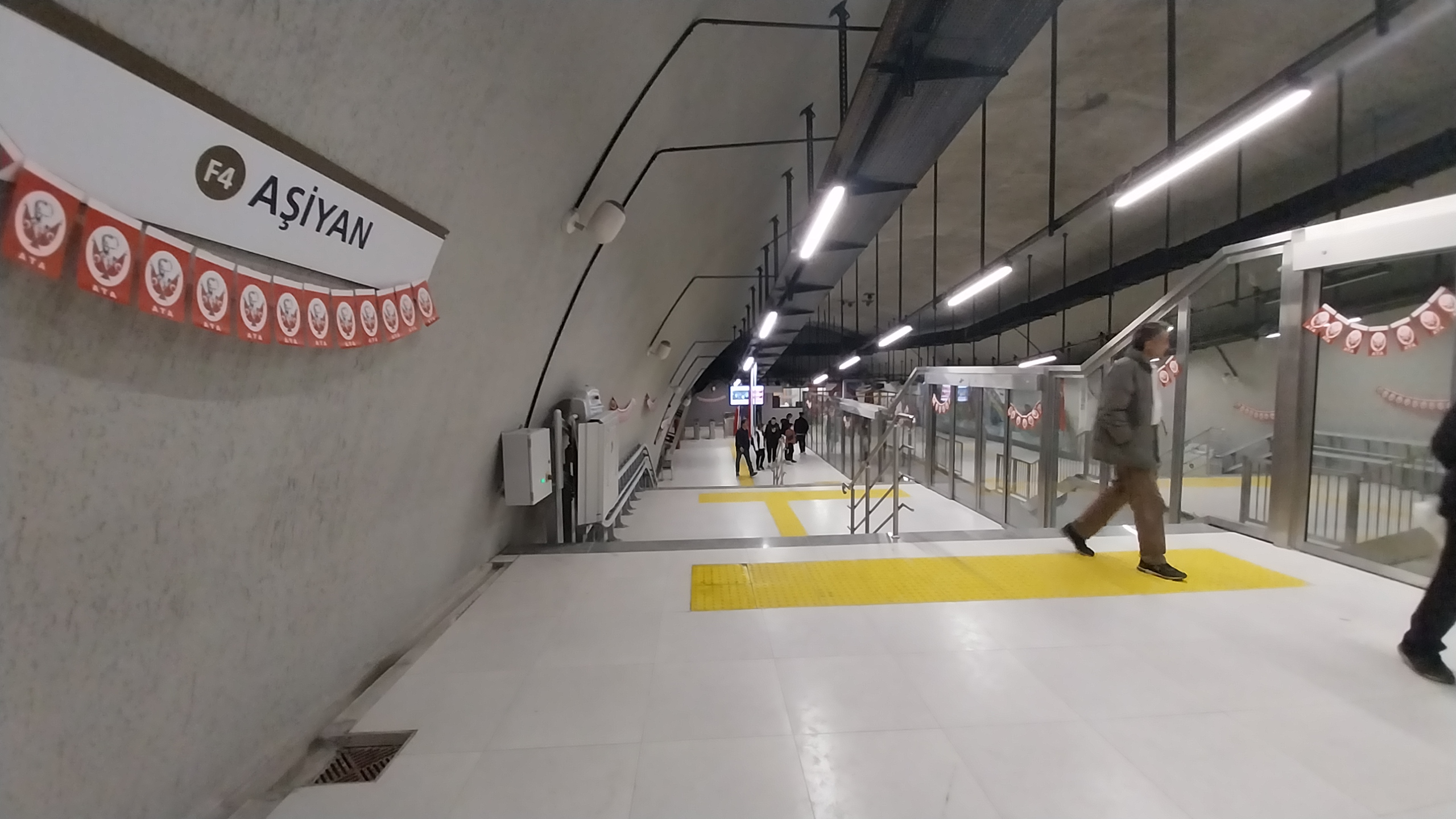
platformă

1. ↑  „150 günde 150 proje”. İstanbul Büyükșehir Belediyesi⁠(d). Arhivat din original la 13 Ekim 2022. Accesat în 27 Ekim 2022. Verificați datele pentru: |access-date=, |archive-date= (ajutor)
2. ↑  „İstanbul'a 5 Yeni Füniküler Hattı Müjdesi”. Metro İstanbul⁠(d). İstanbul Büyükșehir Belediyesi⁠(d). 14 Temmuz 2020. Arhivat din original la 20 Temmuz 2020. Accesat în 20 Temmuz 2020. Verificați datele pentru: |access-date=, |date=, |archive-date= (ajutor)

## linkuri externe
- Site-ul oficial Metro Istanbul Arhivat în 24 ianuarie 2023, la Wayback Machine.   </link>